# Netværk bridge
Netværk bridge er de foranstaltninger, som netværksudstyr bruger til at skabe et samlet netværk fra enten to eller flere kommunikationsnetværk, eller to eller flere netværk segmenter.